# 沃杰环礁
沃傑環礁（英語：Wotje Atoll）是太平洋由75個島嶼組成的環礁，屬於拉塔克礁鏈的一部分，是馬紹爾群島24個立法選區（legislative district）之一，總土地面積8.18平方公里，是馬紹爾群島最大島嶼之一，中央的潟湖面積624平方公里，2007年人口接近1,000。

## 外部連結
- Japanese seaplane base on Wotje （页面存档备份，存于）
- Oceandots entry for Wotje （页面存档备份，存于）
- Marshall Islands site （页面存档备份，存于）